# Holger Fach
Holger Fach est un footballeur allemand né le 6 septembre 1962 à Wuppertal.

## Carrière (joueur)
- 1981-1987 : Fortuna Düsseldorf  Allemagne
- 1987-1991 : Bayer Uerdingen  Allemagne
- 1991-1995 : Borussia Mönchengladbach  Allemagne
- 1995-1997 : Bayer Leverkusen  Allemagne
- 1996-1998 : Fortuna Düsseldorf  Allemagne
- 1997-1998 : 1860 Munich  Allemagne[1]

## Palmarès
- 5 sélections et 0 but avec l'équipe d'Allemagne entre 1988 et 1989

## Carrière (entraîneur)
- 9/2003 : Rot-Weiss Essen
- 9/2003-10/04 : Borussia Mönchengladbach
- 7/2005-12/05 : VfL Wolfsburg
- 1/2007-2/2008 : SC Paderborn 07